# ديوغو لويس سانتو
ديوغو لويس سانتو (بالبرتغالية: Diogo Luís Santo‏) هو لاعب كرة قدم برازيلي في مركزي الوسط والهجوم، ولد في 26 مايو 1987 في ساو باولو في البرازيل. لعب مع جمعية بورتوغيزا الرياضية ونادي أولمبياكوس ونادي بالميراس ونادي بوريرام يونايتد ونادي سانتوس ونادي فلامنغو.

## وصلات خارجية
- ديوغو لويس سانتو على موقع الاتحاد الأوربي (الإنجليزية)
- ديوغو لويس سانتو على موقع قاعدة بيانات كرة القدم.إي يو (الإنجليزية)
- ديوغو لويس سانتو على موقع Soccerway.com (الإنجليزية)
- ديوغو لويس سانتو على موقع عالم كرة القدم.نت (الإنجليزية)
- ديوغو لويس سانتو على موقع AS.com (الإسبانية)